# Нето, Жуан Лейтардт
Жуан Лейтардт Нето, более известный как Кита (порт. João Leithardt Neto; Kita; 6 января 1958 года, Пасу-Фунду, Риу-Гранди-ду-Сул, Бразилия — 3 октября 2015 года, там же) — бразильский футболист, серебряный призёр Олимпийских игр в Лос-Анджелесе (1984).

## Биография
Выступая под руководством Луиса Фелипе Сколари за клуб «Жувентуде», добился своего первого значительного успеха, став лучшим бомбардиром Лиги Гаушу (1983).
В 1986 году стал лучшим бомбардиром и победителем Лиги Паулисты в составе клуба «Интернасьонал Лимейра». Этот успех привёл к приглашению от таких грандов бразильского футбола как «Коринтианс» и «Фламенго» и в футболист в итоге заключил контракт с «Фламенго». Первый сезон был для него удачным, однако в 1987 году футболист не смог показать заметной игры и в 1988 году Кита перешёл в «Португезу Деспортос». Затем выступал в составе «Гремио» и «Атлетико Паранаэнсе».
На летних Олимпийских играх в Лос-Анджелесе (1984) в составе сборной Бразилии выиграл серебряную медаль.
В 2011 году во время операции по восстановлению связок на левой лодыжке Жуану была занесена инфекция, которая привела к необходимости ампутации части ноги. Скончался от осложнений диабета и онкологического заболевания.